# Otilio Olguín
Otilio Alberto Olguín Rodrigo (* 13. Februar 1931; † 28. November 1994 in Mexiko-Stadt) war ein mexikanischer Schwimmer und Wasserballspieler.

## Karriere
Otilio Olguín nahm mit der mexikanischen Nationalmannschaft und seinen Teamkollegen Manuel Castro, Arturo Coste, Modesto Martínez und Juan Trejo sowie seinen Brüdern Gustavo und José am olympischen Wasserballturnier 1952 im finnischen Helsinki teil. Die Mexikaner trafen bereits in der ersten Qualifikationsrunde auf den späteren Olympiasieger aus Ungarn und unterlagen im Schwimmstadion zu Helsinki mit 4:13 (2:6). Damit belegte die mexikanische Mannschaft den geteilten 17. Platz unter 21 Teilnehmern. Olguín war außerdem Teil der Nationalmannschaft, als diese bei den Zentralamerika- und Karibikspielen 1950 in Guatemala-Stadt, 1954 im eigenen Land sowie 1959 im venezolanischen Caracas jeweils die Goldmedaille gewinnen konnte.
Als Schwimmer gewann Olguín weiterhin bei den Zentralamerika- und Karibikspielen 1954 die Goldmedaille über 100 Meter Freistil sowie mit der 4-mal-200-Meter-Freistilstaffel. Gemeinsam mit Clemente Mejía, Walter Ocampo und Eulalio Ríos erschwamm sich der Mexikaner außerdem bei den Panamerikanischen Spielen 1955 in der Heimat die Bronzemedaille über 4-mal 100 Meter Lagen.